# Violència de gènere en adolescents
Violència de gènere és un tipus de violència física o psicològica exercida contra una persona sobre la base del seu sexe o gènere, que té com a resultat un dany físic, sexual, o psicològic, que impacta de manera negativa la seva identitat i benestar social.
Altres formes d'aquesta violència inclouen la violència a través del llenguatge verbal i no verbal, l'assetjament laboral, l'assetjament sexual que es manifesta en l'àmbit públic i privat. En adolescents és molt freqüent la violència de gènere, encara que la majoria és en parella, i en alguns casos el cercle d'amics. A la Unió europea un 12% de les dones han sofert alguna agressió o incident sexual a mans d’un adult abans dels 15 anys d’edat i consta que només el 14% van denunciar aquest actes violents.
El paper social adquirit permet que es consideri normal que l'home pugui enganxar, bufetejar, violar o usar armes, alhora que la dona cregui que es mereix el maltractament físic, que l'equivocada és ella. No menys greu és la violència psicològica en forma de maltractament verbal, desqualificacions, humiliacions, amenaces, xantatges o indiferència, veritables tortures per minar la seguretat, la confiança, l'autoestima i la dignitat de la dona. La violència sexual és una altra forma de brutal atac a la intimitat i llibertat.

## Tipus d'abusos

### Abusos verbals i emocionals
- Insults
- Crits
- Burles
- Àpodes indesitjables
- Cels patològics
- Minimització (li dona poca importància)
- Amenaça amb; fer-li mal a ella o a la seva família / o a ell mateix (suïcidant-se) llevat que es faci el que l'agressor demana.

### Maltractament físic
- Empentes
- Pessics
- Bufetades
- Cops de puny
- Puntades
- Estirades de cabells
- Estrangulament
- Mort
- Abús sexual
- Grapejades i petons no desitjats
- Relacions sexuals obligades
- Privació de l'ús de mètodes anticonceptius
- Jocs sexuals forçats
- Embaràs precoç i no desitjat
- Agressió sexual
- Violació

### Abús emocional
Aparèixer en la primera etapa de la relació de parella i és el patró més freqüent.
Abús múltiple
Apareix quan la relació està consolidada i és menys freqüent. Inclou les següents actuacions: difusió per Internet o mòbil d'insults o imatges de la víctima sense permís, transmissió de missatges amenaçadors per Internet o mòbil, amenaces de agressió per obligar a fer coses que la parella no vol fer, pressions per conductes sexuals no desitjades, agressions físiques, intimidació amb frases, insults o conductes de tipus sexual, i culpar la víctima de provocar la violència.

### Conductes dominants i de control
- No li permet sortir amb altres.
- L'aïlla Controla les trucades del seu mòbil
- La truca constantment per saber el què fa i on és
- Li diu com ha de vestir o maquillar
- L'acompanya constantment
- Li dona ordres i l'obliga a complir-les Envaeix la seva privacitat
- Li fa creure que "està boja"

### Senyals d'alarma en les víctimes
- Té canvis en l'estat d'ànim que abans no tenia.
- Està contínuament nerviosa o tensa.
- Es mostra confusa i indecisa respecte a la relació de parella o sobre el que és important per a ella.
- S'aïlla d'amics i familiars.
- Oculta als seus pares o amics conductes abusives de la seva parella.
- Presenta lesions: marques, cicatrius, blaus o rascades que intenta amagar.
- No es concentra en l'estudi o a la feina i falta a classe o a la feina.
- Té un consum abusiu d'alcohol o altres drogues que abans no tenia.

## Factors de risc

### Factors de risc personals

#### Individuals i familiars
Depenen dels models, vincles i afeccions que es viuen. Violència en l'àmbit familiar, conclou que les noies han com estat socialitzades en un "model d'amor-patiment" amb el qual elles s'identifiquen "davant d'una pel·lícula, un llibre o una cançó", mentre que ells valoren el model de "líders de grups, pinxos i dolentots", i tots, nois i noies, creuen que l'home dur i difícil, és el més atractiu. Els primers signes de la violència de gènere en adolescents, des gelosia i les humiliacions, el control del mòbil, es justifiquen en la idea d'un amor patriarcal en el qual és normal que l'home vulgui controlar a "la seva noia".
Per la seva banda els joves entrevistats asseguren no identificar-se com marxistes, però després expressen la seva creença que les noies es deixen impressionar per diners i poder, que la gelosia són signes d'amor, o que determinades peces de roba són pròpies de "fàcils que provoquen "
Els factors relacionats (no causals) amb el fet de ser perpetrador de violència són:
- Exposició a models i consells familiars a favor de domini, submissió i violència
- Admetre la violència com a forma eficaç de resoldre els conflictes
- Actituds familiars sexistes o idees patriarcals sobre la inferioritat de les dones.

Els factors relacionats (no causals) amb el fet de ser víctima de violència són:
- Consum d'alcohol o drogues
- Baixa autoestima
- Fracàs escolar / Baixa formació acadèmica
- Inici d'hora de les relacions sexuals
- Mantenir conductes sexuals de risc
- Embaràs adolescent

### Factors de risc estructurals
L'estructura social formal i informal i les institucions que influeixen en les vides de les persones.
- Una institució religiosa que sostingui un model familiar patriarcal
- Una institució política que negui l'existència de violència en les relacions de parella o no la sancioni quan apareix o que propugni la resignació davant del maltractament.
- Uns mitjans de comunicació que transmetin models violents d'actituds.
- Unes institucions jurídiques que deixen impunes als qui exerceixen la violència.
- Un suport social o xarxa amics inexistents o caracteritzada per presentar una actitud justificadora o tolerant enfront de la violència en la parella.

#### Del macrosistema
El conjunt de valors culturals i creences que influeixen en la resta de factors
Abasta valors com:
- La construcció social de l'home ideal.
- El sentit de propietat sobre les dones.
- Els mites sobre l'amor romàntic.
- L'aprovació social de l'ús de la violència.

## Causes
El paper social adquirit permet que es consideri normal que l'home pugui enganxar, bufetejar, violar o usar armes, alhora que la dona cregui que es mereix el maltractament físic, que l'equivocada és ella. No menys greu és la violència psicològica en forma de maltractament verbal, desqualificacions, humiliacions, amenaces, xantatges o indiferència, veritables tortures per minar la seguretat, la confiança, l'autoestima i la dignitat de la dona. La violència sexual és una altra forma de brutal atac a la intimitat i llibertat.
Hi ha una causa essencial a la violència de gènere: el "convenciment" per part de l'home de la seva superioritat i primacia sobre la dona.
- La violència funciona com un mecanisme de control social de la dona i serveix per reproduir i mantenir l'estatus de la dominació masculina.
- La conducta violenta enfront de la dona es produeix com a patrons de conducta apresos i transmès de generació a generació.
- El model de conducta sexual condicionat pel paper dels gèneres també afavoreix en algun casos l'existència d'una actitud violenta contra la dona al tractar-se d'un model androcèntric.

## Conseqüències

### Conseqüències per a la salut
Les conseqüències de la violència contra la dona poden no ser mortals i adoptar la forma de lesions físiques, des de talls menors i equimosis (cops, blaus) a discapacitat crònica o problemes de salut mental. També poden ser mortals; ja sigui per homicidi intencional, per mort com a resultat de lesions permanents o SIDA, oa causa de suïcidi, usat com a últim recurs per escapar a la violència.
Diferents tipus de conseqüències físiques:
- Homicidi
- Lesions lleus i greus
- Lesions dugrant l'embaràs
- Embaràs no desitjat i a primerenca edat

Diferents conseqüències físiques:
- Suïcidi
- Problemes de salut mental

## On recórrer en cas de necessitar ajuda
A l'Ajuntament de la província on visquis.
El primer i més proper recurs a l'abast de qualsevol ciutadà o ciutadana, en matèria de violència de gènere, és el seu Ajuntament, ja sigui a través de la Regidoria de Serveis Socials, d'Igualtat o Dona, o d'algun recurs municipal especialitzat.

### Telèfon d'interès
- 016[8] Telèfon d'informació i assessorament jurídic del Ministeri de Sanitat, Serveis Socials i Igualtat

### En cas d'emergència
- 112 Emergències[9]
- 088 Mossos d'esquadra